# Babiak (Grzymiszew)
Babiak – część wsi Grzymiszew w Polsce, położona w województwie wielkopolskim, w powiecie tureckim, w gminie Tuliszków.
W latach 1975–1998 Babiak administracyjnie należał do województwa konińskiego.